# 岸本望
岸本 望（きしもと のぞみ、5月28日 - ）は、日本の女性声優。元宝塚歌劇団月組の男役。
神奈川県相模原市、相模女子大学高等部出身。身長170cm。愛称は「のんちゃん」。宝塚歌劇団時代の芸名は篁 祐希（たかむら ゆうき）。
所属事務所はマウスプロモーション。

## 来歴
2003年、宝塚音楽学校入学。
2005年、宝塚歌劇団に91期生として入団。入団時の成績は43番。花組公演「マラケシュ・紅の墓標／エンター・ザ・レビュー」で篁祐希として初舞台。その後、月組に配属。
2012年4月22日、霧矢大夢・蒼乃夕妃トップコンビ退団公演となる「エドワード8世／Misty Station」東京公演千秋楽をもって、宝塚歌劇団を退団。
退団後は岸本望と改名して、声優として活動している。

## 人物
方言は関西弁。
趣味・特技はピアノ、声楽、ジャズダンス、タップダンス、日本舞踊、狂言、スキー、水泳、絵画き、手芸、動画編集、家具の組み立て、けん玉。

## 宝塚歌劇団時代の主な舞台

### 初舞台
- 2005年3 - 5月、花組『マラケシュ・紅の墓標』『エンター・ザ・レビュー』（宝塚大劇場のみ）

### 月組時代
- JAZZYな妖精たち / REVUE OF DREAMS
- 暁のローマ / レ・ビジュー・ブリアン -きらめく宝石の詩-
- パリの空よりも高く / ファンシー・ダンス
- ダル・レークの恋
- MAHOROBA -遥か彼方 YAMATO- / マジシャンの憂鬱
- ミー・アンド・マイガール
- 夢の浮橋 / Apasionado!!
- エリザベート -愛と死の輪舞-
- ラストプレイ -祈りのように- / Heat on Beat!
- 紫子 -とりかえばや異聞- / Heat on Beat!
- ジプシー男爵 -Der Zigeuner Baron- / Rhapsodic Moon
- THE SCARLET PIMPERNEL
- バラの国の王子 / ONE -私が愛したものは…-
- アルジェの男 / Dance Romanesque
- 2012年2 - 4月、『エドワード8世-王冠を賭けた恋-』 - ジョージ・マクマホン、新人公演：マーティン・ポールソン（本役：沢希理寿）『Misty Station-霧の終着駅-』 退団公演

## 宝塚歌劇団退団後の主な活動

### テレビアニメ
2017年
- 忍たま乱太郎の宇宙大冒険 with コズミックフロント☆NEXT

2019年
- 愛玩怪獣
- 進撃の巨人（2019年 - 2021年、ダイナ・フリッツ） - 2シリーズ
- ダイヤのA actII（女子生徒）

2020年
- 波よ聞いてくれ

2021年
- かげきしょうじょ!!（ジュリエット、美月圭人） - タップダンス、日本舞踊、演技指導協力も担当

2023年
- 聖者無双〜サラリーマン、異世界で生き残るために歩む道〜（猫獣人、女獣人）

### Webアニメ
- マウスどうぶつえん（2018年 - 、パンダののぞみ）
- マウスどうぶつえん名作劇場（2020年、パンダののぞみ）

### ゲーム
- ブレイドアンドソウル（2017年、サン・ミリョウ）[2]
- ゴーストリコン ブレイクポイント（2019年、ホームステッダー）[2]
- 幻想喫茶アンシャンテ（2019年、追憶の使徒）[2]
- ウマ娘 プリティーダービー（2021年、エアグルーヴの母親）[2]
- sin 七つの大罪 X-TASY（2021年、シャリマー）[2]
- 超探偵事件簿 レインコード（2023年、テトラ）

### ドラマCD
- MAUSU THEATER
- ヒプノシスマイク どついたれ本舗/あゝオオサカdreamin'night[2]
- かげきしょうじょ!! Blu-ray 第2巻スピンオフドラマ「ファントム」（2021年、トモ）

### 吹き替え

#### 映画
- アナベル 死霊人形の誕生（ナンシー）
- アフター[2]
- アムステルダム（リズ・ミーキンズ〈テイラー・スウィフト〉[6]）
- ウォンテッド[2]
- オクジャ/okja（チョイ）
- キミとボクの距離
- 君はONLY ONE
- ザ・リチュアル いけにえの儀式
- スノーデン
- チャイルド・プレイ[2]
- 追想（ルース・ポンティング）[2]
- DEAD7 デッド・セブン（デイジー）
- パパと娘のハネムーン
- ラトルスネーク[2]

#### ドラマ
- 愛の温度（イム・スジョン）[2]
- アウトランダー（サンディ）
- アメージング・ストーリー
- エイリアニスト（サリー）
- エレメンタリー ホームズ&ワトソン in NY シーズン6（マヤ）[2]
- 刑事モース〜オックスフォード事件簿〜（ポーレット）[2]
- S.W.A.T. シーズン2（ボニー）[2]
- グッド・ドクター 名医の条件（JL、マーシー）[2]
- 刑事ルーサー[2]
- 黄金色の私の人生（スギョク）[2]
- サバイバー: 宿命の大統領（シビル）
- See 〜暗闇の世界〜（マタル）[2]
- Sick Note〜診断書で人生復活?!〜（リンダ）[2]
- スーパースティション: 悪霊退治
- スーパーナチュラル シーズン12
- NY ガールズ・ダイアリー 大胆不敵な私たち（ベティフー）[2]
- パッセージ（ライラ・カイル）[2]
- the 100/ハンドレッド シーズン4
- ブルーブン・イノセント 冤罪弁護士（ガブリエル）[2]
- ブロードチャーチ〜殺意の町〜 シーズン3（ローラ）
- ベイツ・モーテル〜サイコキラーの暴走〜
- ベイツ・モーテル〜最終章〜[2]
- ラウダーミルクの人生やり直し手伝います（ジル）
- リーサル・ウェポン
- リゾーリ&アイルズ ヒロインたちの捜査線 シーズン7
- レヴェリー 仮想世界の交渉人（イーディス）
- レジェンド・オブ・トゥモロー（ヴィネヴィア、アン・リー、ゼルダ・フィッツジェラルド、マリリン・モンロー）[2]

#### テレビ番組
- セリング・サンセット〜ハリウッド、夢の豪華物件〜（ヘザー）
- ボンダイビーチ動物病院 クリスのバカンス!

#### アニメ
- ボス・ベイビー（マルチマルチタスクベイビー社長）[2]
- みんなあつまれ! ワンダーパーク[2]（バンキー母 他）
- もしもねずみにクッキーをあげると（パイパー）[2]
- ラッキー 世界イチ運が悪い少年と幸運の金貨（ハップのママ）[2]

### ボイスオーバー
- カラフル!『もう一つの祖国の結婚式』ベルギー[2]
- シェフのテーブル[2]
- スキン・ディシジョン：お肌の悩みをプロが解決（キャシー）[2]
- ブリティッシュ ベイクオフ シーズン6（フローラ、ドーレット）[2]
- ゆかいなトラベラー、世界に行ってみた。（メル）[2]

### CM
- ギャツビー[2]
- トヨタ Smart Device Link Concept Movie webCM[2]

### 舞台
- トウキョウ演劇倶楽部プロデュース公演 Vol.1「Live in toRAIN No.A-h」[2]
- FREE(S)プロデュース公演 STAGE × 12 vol.3「乙女心と夏の空」[2]
- アリスインプロジェクト「戦国降臨ガールズ」[2]
- HYBRID PROJECT Vol.11「ウォルター・ミティにさよなら2013」[2]

### シリーズ一覧
1. ↑  Season 3 Part 2（2019年）、The Final Season Part 1（2021年）